# Charles Martel
Pour les articles homonymes, voir Martel.
Charles Martel (en latin : Carolus Martellus ; en allemand : Karl Martell), né vers 688 à Andenne, en Belgique actuelle, et mort le 22 octobre 741 à Quierzy en France actuelle, est un homme d’État et chef militaire franc qui, en tant que duc des Francs et maire du palais, était de facto dirigeant de la Francie de 718 jusqu'à sa mort,,. La période correspondante est connue comme le principat de Charles Martel,,,,.
Fils de l'homme d'État franc Pépin de Herstal et d'une noble nommée Alpaïde, Charles Martel affirme avec succès ses prétentions au pouvoir en successeur de son père, et en tant que maire du palais, dans la politique franque. Continuant et s'appuyant sur l'œuvre de son père, il rétablit le gouvernement centralisé en Francie, et commence la série de campagnes militaires qui rétablit les Francs comme les maîtres incontestés de toute la Gaule.
Après un travail pour établir l'unité en Gaule, l'attention de Charles est tournée sur les conflits étrangers, et notamment l'avance musulmane en Europe de l'Ouest, qui est une préoccupation majeure. Les forces musulmanes arabes et berbères ont conquis la péninsule ibérique (711-726), franchi les Pyrénées (720) et saisi la Gaule narbonnaise, qui était une importante dépendance des Wisigoths (721-725). Après des affrontements intermittents, sous la direction d'Abd al-Rahman ibn Abd Allah al-Ghafiqi, wali d'al-Andalus, ils avancent vers la Gaule et sur Tours, « la ville sainte de la Gaule ». En octobre 732, l'armée omeyyade dirigée par al-Ghafiqi rencontre les forces franques et aquitaines dirigées par Charles dans une zone comprise entre les villes de Tours et de Poitiers (centre-ouest de l'actuelle France), menant à une importante et historiquement décisive victoire franque connue comme la bataille de Poitiers (le nom « Ma'arakat Balâṭ ash-Shuhadâ », « bataille du Pavé des Martyrs » présent dans les sources arabes pourrait la désigner, bien que l'expression se réfère plus vraisemblablement à la bataille de Toulouse,,), mettant fin à la « dernière des grandes invasions arabes de France », une victoire militaire qualifiée de « brillante » du côté de Charles,,,,.
Après l'affrontement, Charles dirige l'offensive, détruisant des forteresses à Agde, Béziers et Maguelone, et engageant les forces musulmanes à Nîmes, mais ne parvenant pas à récupérer Narbonne (737) ni l'intégralité de la Narbonnaise wisigothe. Par la suite, il réalise d'importants gains externes contre d'autres royaumes chrétiens, établissant un contrôle franc sur la Bavière, l'Alémanie et la Frise, et contraignant certaines des tribus saxonnes à s'acquitter d'un tribut (738).
En dehors de ses efforts militaires, Charles est considéré comme une figure fondatrice du Moyen Âge européen[réf. incomplète]. Qualifié d'administrateur et de guerrier, il est crédité d'un rôle déterminant dans les responsabilités émergentes des chevaliers des tribunaux, et donc dans le développement du système féodal franc. Le pape Grégoire III, dont le royaume était menacé par les Lombards, et qui ne pouvait plus compter sur l'aide de Constantinople, demanda à Charles de défendre le Saint-Siège, et lui offrit le consulat romain, bien que Charles refusât,,.
Il divise la Francie entre ses fils, Carloman et Pépin. Ce dernier devient le premier des Carolingiens. Le petit-fils de Charles, Charlemagne, afin d'inclure une grande partie de l'ouest, a étendu les royaumes francs, et est devenu le premier empereur d'Occident depuis la chute de Rome.

## Biographie
Charles Martel est né vers 688. Son lieu de naissance n'est pas connu. Selon une tradition, rapportée, pour la première fois, au XIIIe siècle dans la Chronique rimée de Philippe Mouskes, il serait natif d'Andenne,,,. Il existe d'autres traditions et d'autres lieux de naissance ont été envisagés dont Herstal, Jupille et Theux. 
Charles Martel est le fils de Pépin de Herstal et de sa deuxième femme Alpaïde. Il avait un frère nommé Childebrand, qui devint plus tard le dux franc (c'est-à-dire duc) de Bourgogne.
Martel, le surnom (agnomen) de Charles, n'est attesté qu'au IXe siècle. Sa première occurrence connue se trouve dans les Miracles de saint Benoît (Miracula sancti Benedicti) d'Andrevald, vers 875,. Le surnom ne s'impose, dans les chroniques, qu'à partir du milieu du XIe siècle, à la suite notamment de Sigebert de Gembloux.
Dans les sources de la première moitié du VIIIe siècle, l'union de Pépin et d'Alpaïde est considérée comme un mariage à part entière : Alpaïde est prise comme « nouvelle épouse » (uxor) par Pépin, « en plus » de Plectrude. Ce n'est qu'à partir du Xe siècle que les sources tendent à faire d'Alpaïde une concubine (concubina ou pellex) de Pépin, certaines faisant d'elles une prostituée (merretrix), d'autres allant jusqu'à préciser que son mariage avec Pépin est illicite (illicito matromonio). Dans l'historiographie ancienne, il était commun de décrire Charles comme « illégitime ». Ceci est encore largement répété dans la culture populaire aujourd'hui. Mais, la polygamie était une pratique franque légitime à l'époque et il est peu probable que Charles ait été considéré comme « illégitime ». Il est probable que l'interprétation de l'« illégitimité » dérive du désir de la première épouse de Pépin, Plectrude, de voir sa progéniture comme héritière du pouvoir de Pépin,.
Charles Martel n'a ni porté ni même revendiqué le titre de roi (rex) bien qu'il ait pu maintenir la royauté vacante de la mort de Thierry IV en 737 jusqu'à sa propre mort en 741, vacance qui s'est d'ailleurs prolongée jusqu'à la proclamation de Childéric III en 743,,. Il ne semble pas d'être intitulé duc (dux) ou prince (princeps), au contraire de deux de ses fils, Carloman et Pépin, chacun d'eux s'intitulant duc et prince des Francs (dux et princeps Francorum) dans leur acte de convocation du concile germanique en 742 et au concile de Soissons en 744. Le pape Grégoire III l'intitule surregulus.
Après le règne de Dagobert Ier (629-639), les Mérovingiens cédèrent effectivement le pouvoir aux maires pépinides du palais, qui gouvernèrent le royaume franc d'Austrasie en tout mais nominalement. Ils contrôlaient le trésor royal, dispensé de patronage et accordaient des terres et des privilèges au nom du roi de la figure de proue. Le père de Charles, Pépin de Herstal, réussit à unir le royaume des Francs en conquérant la Neustrie et la Bourgogne. Il fut le premier à se proclamer duc et prince des Francs, un titre plus tard repris par Charles.

### Prise du pouvoir difficile

Évolution du royaume franc de 481 jusqu'à l'empire franc en 814.

À la mort en 714 de Pépin de Herstal dit « Pépin le Jeune », son fils Charles fut tout désigné pour reprendre la charge de maire du palais qu'occupait le défunt, ses deux demi-frères Drogon de Champagne et Grimoald II étant eux aussi morts. Mais aux yeux de Plectrude, la première épouse de Pépin de Herstal, Charles était considéré comme un enfant illégitime parce que né d'Alpaïde, une autre uxor nobilis et elegans (épouse noble et élégante) que Pépin avait prise bien qu'étant déjà marié. Plectrude fit donc tout pour l'écarter du pouvoir et préserver l'avenir de son petit-fils Théodebald (ou Thibaut, Thiaud), le fils de Grimoald II, âgé de six ans à peine, et l'héritier légitime. Elle fit donc enfermer Charles.
Mais c'était sans compter l'opinion des différentes provinces du royaume, qui n'acceptèrent pas de voir une femme les diriger ; les révoltes commencèrent alors à éclater, d'abord en Neustrie en 715, lorsque Rainfroi (Rainfroy ou Ragenfred), maire du palais de Neustrie, battit l'armée de Plectrude en forêt de Cuise, et mena ses troupes jusqu'aux abords de la Meuse. Ce fut ensuite le peuple du Nord de l'Italie qui se souleva et se rallia à la Neustrie. Puis ce fut au tour des Saxons et des Austrasiens…
C'est à ce moment que Charles parvint à s'évader (715), et à prendre la tête des révoltés d'Austrasie. Il dut tout d'abord affronter les Neustriens de Chilpéric II et de Rainfroi : après deux batailles victorieuses (Bataille de l'Amblève - 716, Vinchy - 21 mars 717), il les repoussa jusqu'à Paris. Puis il se dirigea vers Cologne, que Plectrude avait choisie pour s'installer avec son petit-fils. Celle-ci n'eut d'autre option que de reconnaître sa défaite et de livrer la mairie d'Austrasie à Charles,.

### Pacification du Royaume franc
Aussitôt au pouvoir, Charles opéra de grands changements dans son entourage, installant sur le trône d'Austrasie Clotaire IV, et renvoyant Rigobert, l'évêque de Reims favorable à Plectrude. Puis, petit à petit, il essaya de reprendre le contrôle de tout le Royaume franc, mais il dut à nouveau affronter la Neustrie. Il réussit à vaincre Rainfroi qui s'était pourtant allié avec le duc Eudes d'Aquitaine et de Vasconie. Le 14 octobre 719, il remporta sur eux une première victoire à Néry, entre Senlis et Soissons, puis à Orléans.
Il entreprit également de repousser la frontière de l'est du royaume : de 720 à 738, il conquit ainsi ce qui est l'Autriche et le Sud de l'Allemagne d'aujourd'hui.
À partir de 720, il conquiert une partie de la Frise occidentale.
En 734, à la bataille de la Boarn (Boorne), les Frisons (pour la plupart restés encore païens) commandés par le roi Poppo (719-734) furent définitivement mis en défaite (puis christianisés) par les Francs, qui conquirent la partie occidentale des Pays-Bas jusqu'à la Lauwers.
À la mort de Clotaire IV en 719, il fut tout de même obligé de remettre sur le trône Chilpéric II. Mais celui-ci mourut en 721. Charles appela alors le fils de Dagobert III, Thierry IV, retiré à l'abbaye de Chelles, et l'installa sur le trône.

### La bataille de Poitiers en 732
En 732, lors de la bataille de Poitiers, il affronta les armées omeyyades du gouverneur d'al-Andalus, l'émir Abd el-Rahman. En effet, depuis 711, les troupes musulmanes avaient conquis la majeure partie de la péninsule Ibérique, et poursuivaient progressivement leur avancée vers le nord, au-delà des Pyrénées, si bien qu'à partir de 725, ayant déjà conquis la Septimanie, ils s'emparèrent de la vallée du Rhône, mirent à sac la ville d'Autun (le 22 août 725), et assiégèrent sans succès, en territoire franc, la ville de Sens,.

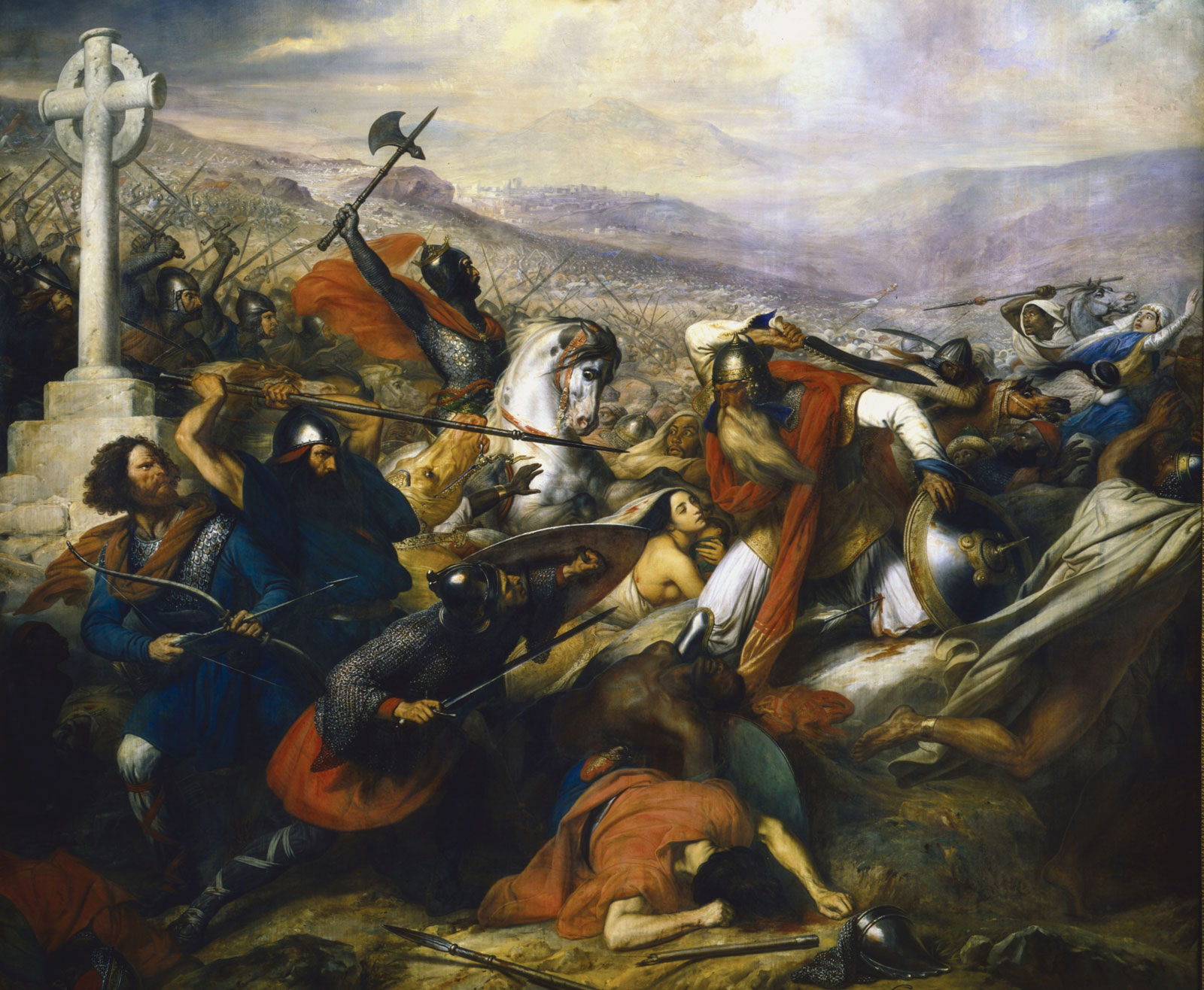
Charles Martel à la bataille de Poitiers, en octobre 732, représentation par Charles de Steuben (1837), Galerie des Batailles, musée d'histoire de France, château de Versailles.

À la suite de l'intervention du duc d'Aquitaine et de Vasconie, Eudes, qui les arrêta une première fois à Toulouse, en 721, les premières tentatives furent repoussées. Fort de sa victoire, le duc d'Aquitaine voulut prévenir le retour des troupes musulmanes venues de la péninsule Ibérique en s'alliant à Munuza, gouverneur musulman de la Septimanie. Munuza était en révolte contre ses coreligionnaires d'al-Andalus. Eudes lui arrangea son mariage avec sa fille. Mais Munuza fut tué en affrontant le gouverneur d'al-Andalus Abd el-Rahman qui, dans la foulée, lança une expédition punitive contre les Vascons. Il engagea donc en 732 une double offensive au sud de l'Aquitaine, du côté de la Vasconie, et dans la vallée du Rhône.
Cette fois, le duc Eudes ne put les arrêter seul, et demanda à Charles de venir à son aide. Le 19 octobre 732, les armées de Charles et du duc réunies faisaient face à la razzia à Moussais, sur l'actuelle commune de Vouneuil-sur-Vienne, au sud de Châtellerault. Charles fit tout pour éviter l'affrontement mais encouragea le pillage aux alentours, ce qui eut pour double effet de saturer de butin les Sarrasins et de les rendre moins mobiles. Après six jours d'observation, la bataille s'engagea le 25 octobre et fut assez brève. Charles tua leur chef Abd el-Rahman, ce qui décida les troupes sarrasines à prendre le chemin du retour. Selon d'autres sources, Abd el-Rahman n'aurait pas été tué à la bataille de Poitiers mais aurait simplement reflué vers ses bases arrière de Narbonne. Poursuivi par les troupes franques de Charles Martel, il aurait été tué et son armée exterminée à Loupchat au pied de la falaise du Sangou, à proximité du village actuel de Martel, dans le Lot, en 733.
Selon certains auteurs, c'est à la suite de cette victoire que Charles fut surnommé Martel (en ancien français et en occitan signifie « marteau »), puisqu'il avait violemment écrasé les troupes musulmanes, tel un marteau — le « marteau d'armes » étant aussi une arme de combat. En tout état de cause, il est certain que ce surnom a surtout « frappé » les esprits, ce qui a contribué à la création du mythe de Charles Martel. Ainsi, selon l'historien allemand Karl Ferdinand Werner, la Provence fut si bouleversée par les exactions de Charles Martel que le surnom « Martel-Marteau » pourrait venir de là et non de la victoire contre les musulmans. L'historien Mohammed Arkoun remarque que les écrits contemporains sont muets sur des pillages faits par les Francs en Aquitaine peu après la bataille, parce que leur existence est contestée.
Les troupes musulmanes ne sont pas, pour autant, battues sur tous les fronts. Elles prennent Avignon et Arles en 735, puis attaquent la Bourgogne. Beaucoup de seigneurs bourguignons et provençaux, dont le duc Mauronte, pactisent alors avec les musulmans, mais Charles Martel parvint à les refouler dans le Sud de la vallée du Rhône en 736. La Provence s'était déjà soulevée contre l'autorité de Pépin de Herstal et de Charles Martel dans les années 714-716 avec le patrice Antenor,.
En 737, Charles Martel reprend Avignon avec son frère Childebrand, mais n'arrive pas à faire de même avec Narbonne. Il remporte une importante victoire (bataille de la Berre) près de l'étang de Bages-Sigean, à l'embouchure de la rivière Berre, dans l'Aude, contre les troupes musulmanes d'Espagne d'Omar ben Chaled. Cette victoire permit d'arrêter les incursions des musulmans dans le Sud de la France et de réduire la présence musulmane à Narbonne et à certaines forteresses de Provence,,.
En 739, il s'allie à Liutprand, roi des Lombards, pour reprendre la Provence. Tous ceux qui avaient alors collaboré avec les Sarrasins sont châtiés et leurs biens donnés aux guerriers francs. Les musulmans ne possèdent alors plus que Narbonne, qui sera prise en 759 par Pépin le Bref. Ces batailles ont grandement contribué à unifier le Royaume franc autour de Charles Martel,,.

### Réforme militaire
Le triomphe de Poitiers acheva de faire de Charles Martel le maître du royaume. Il en profita pour lui donner une solide organisation militaire. Jusqu'à lui, l'armée ne s'était composée que des hommes libres, levés dans les comtés en temps de guerre. C'était une simple milice de fantassins, s'équipant à leurs frais, difficile à réunir, lente dans ses mouvements. Après Poitiers, Charles résolut de créer, à l'exemple des Arabes, une cavalerie qui put se porter rapidement au-devant de l'ennemi et remplacer l'avantage du nombre par celui de la mobilité. Une telle nouveauté supposait une transformation radicale des usages antérieurs. On ne pouvait imposer aux hommes libres ni l'entretien d'un cheval de guerre, ni l'acquisition du coûteux équipement de cavalier, ni le long et difficile apprentissage du combat à cheval.
Pour atteindre ce but, il fallait donc créer une classe de guerriers possédant les ressources correspondant au rôle qu'on attendait d'eux. Une large distribution des terres fut faite aux vassaux les plus robustes du maire du palais, qui n'hésita pas à séculariser, à cette fin, bon nombre de biens d'Église. Chaque homme d'armes gratifié d'une tenure ou, pour employer le terme technique, d'un bénéfice, fut tenu d'y élever un cheval de guerre et de fournir le service militaire à toute réquisition. Un serment de fidélité renforça encore ces obligations.
Le vassal qui n'était au départ qu'un serviteur devint ainsi un soldat dont l'existence fut assurée par la possession d'un lopin de terre. L'institution se répandit très rapidement dans tout le royaume. Les immenses domaines de l'aristocratie permettaient à chacun de ses membres de se constituer une troupe de cavaliers, et ils n'y manquèrent pas. Le nom primitif de bénéfice disparut un peu plus tard, remplacé par celui de fief. Mais l'organisation féodale elle-même, pour l'essentiel, se trouvait dans les mesures prises par Charles Martel.
Ce fut la plus grande réforme militaire que l'Europe ait connue avant l'apparition des armées permanentes. Elle devait d'ailleurs exercer une répercussion profonde sur la société et sur l'État. Dans son fond, elle n'était qu'une adaptation de l'armée à une époque où le grand domaine dominait toute la vie économique et elle eut pour conséquence de donner à l'aristocratie foncière la puissance militaire avec la puissance politique. La vieille armée des hommes libres ne disparut pas, mais elle ne constitua plus qu'une réserve à laquelle on recourut de moins en moins.

### Création de la lignée carolingienne

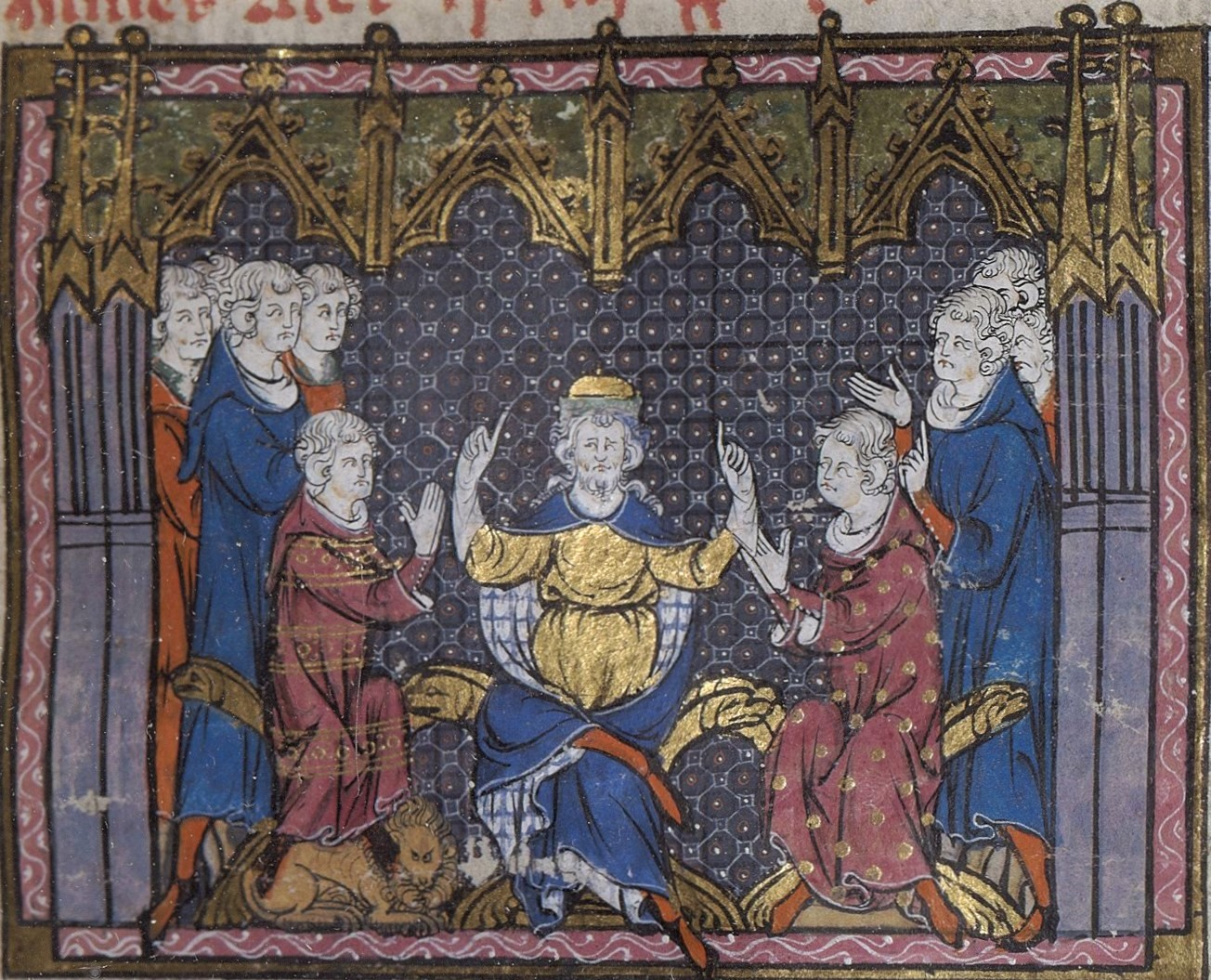
Charles Martel divise le royaume entre ses fils Pépin et Carloman, Grandes Chroniques de France, XIVe siècle, Paris, BnF, Ms. fr. 2615,.

À la mort du roi Thierry IV (737), Charles, fort de son très grand pouvoir, décida de ne pas lui choisir de successeur, le rôle des monarques mérovingiens étant devenu totalement insignifiant. Il prit donc réellement le pouvoir du Royaume franc, et régna donc ainsi en toute illégalité jusqu'à sa mort,,.
Il meurt le 15 ou le 22 octobre 741 à Quierzy. Son pouvoir fut alors partagé entre ses deux fils :
- Carloman obtient l'Austrasie, l'Alémanie et la Thuringe ;
- Pépin le Bref obtient la Neustrie, la Bourgogne et la Provence.

Bien qu'il n'obtînt jamais le titre de roi, il eut malgré tout plus de pouvoir que les souverains francs de l'époque, la dynastie mérovingienne était déjà à ce moment en pleine décadence. Son pouvoir marque les prémices de la lignée carolingienne, confirmée par le sacre de Pépin le Bref le 28 juillet 754.

## Tombeau
Charles obtint le privilège de reposer après sa mort en 741 dans la basilique royale de Saint-Denis, dans un imposant sarcophage en marbre au nord du maître-autel de l’abbatiale. Les liens entre la lignée carolingienne et l’abbaye existaient déjà à l'époque de Charles Martel. Charles avait en effet confié l’éducation de ses deux fils aux moines dionysiens et choisi Saint-Denis comme lieu de sépulture. On ne sait exactement où se trouvait celle-ci.

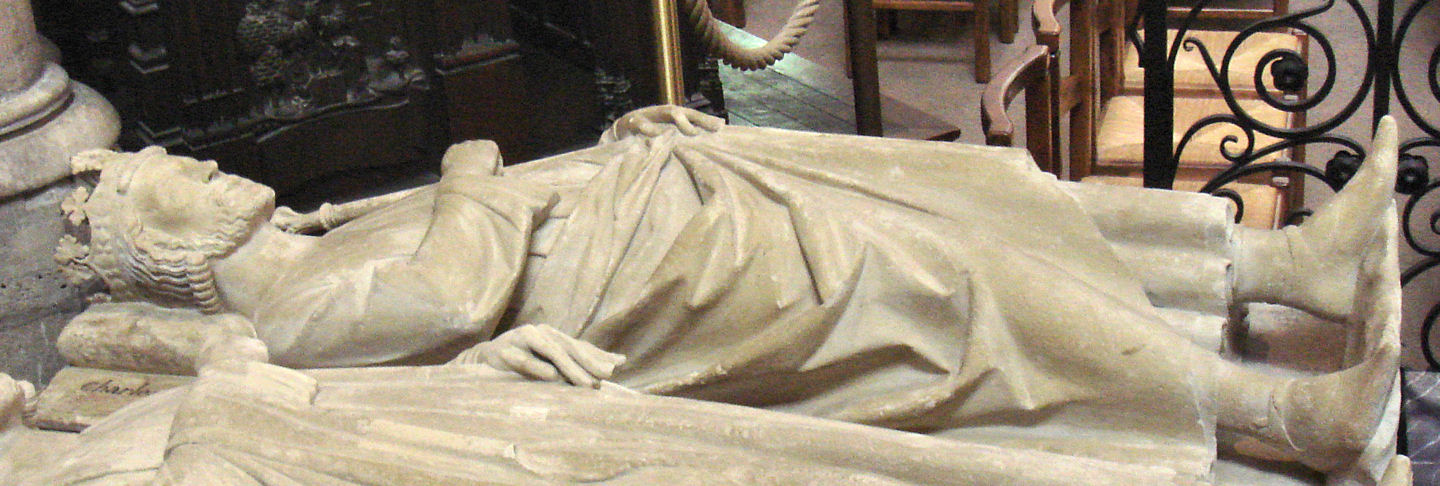
Gisant de Charles Martel dans la basilique Saint-Denis.

Au XIIIe siècle, les restes supposés de Charles et de son fils Pépin le Bref furent ramenés sous la croisée du nouveau transept pour y recevoir les gisants qui existent encore. Entre la translation des cendres royales, ordonnée par Louis IX et effectuée en deux campagnes durant l’année 1264, et la dédicace des nouveaux tombeaux en 1267, trois ans s’étaient écoulés permettant la commande et la réalisation des monuments funéraires.
Ces effigies n’étaient pas réalistes. Les gisants étaient conçus comme des figures en pied malgré leur position horizontale. Le gisant de Charles Martel le représente comme s'il avait été roi, avec une couronne et un sceptre.

## Mariages et enfants
Charles Martel épouse en premières noces Rotrude († 724), probablement robertienne, qui donne naissance à :
- Carloman (705/710 † 17 août 754), maire du palais d'Austrasie de 741 à 747, avant de se retirer au monastère du Mont-Cassin ;
- Pépin le Bref (v.715 † 768), maire des palais de Bourgogne, de Neustrie (en 741) et d'Austrasie (en 747), roi des Francs de 751 à 768 ;
- Hiltrude († 754), mariée en 741 à Odilon, duc de Bavière ;
- probablement Landrade[N 4] ;
- Alda, mariée à Théodoric, comte d'Autun, et mère de Guillaume de Gellone.

Il épouse ensuite Chrotais, probable cousine de la précédente, sans que l'on sache si elle est une épouse principale morte peu de temps après ou une épouse secondaire. Chrotais donne le jour à un seul fils,, :
- Bernard († 787), abbé et comte de Saint-Quentin.

Il épouse ensuite en 725 Swanahilde, issue de la maison bavaroise des Agilolfinges, qui donne naissance à :
- Griffon (726 † 753), comte du Mans.

D'autres fils naturels lui sont attribués, issus de concubines inconnues :
- Jérôme († ap.775), abbé de Saint-Quentin ;
- Rémi († 771), évêque de Rouen.

## Postérité
À partir de la seconde moitié du XXe siècle, Charles Martel devient une figure souvent employée par la droite identitaire et l'extrême droite française,,.

### Bibliographie

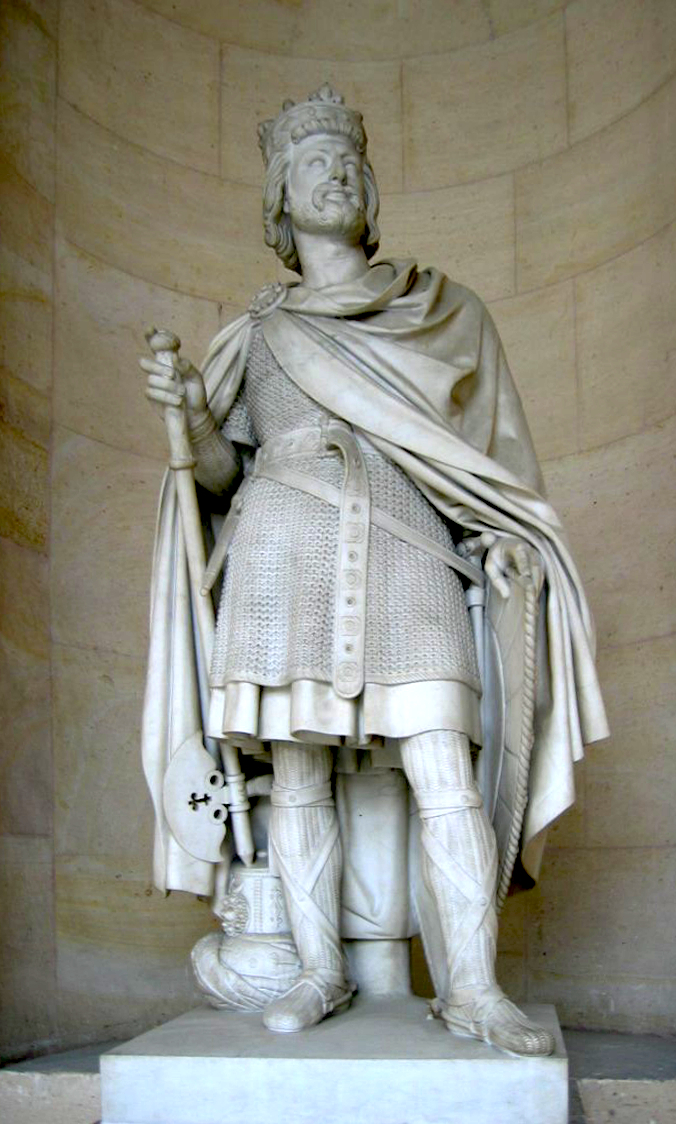
Charles Martel par Jean Baptiste Joseph De Bay père (1779-1863), Galerie du château de Versailles.